# Karczownik zachodni

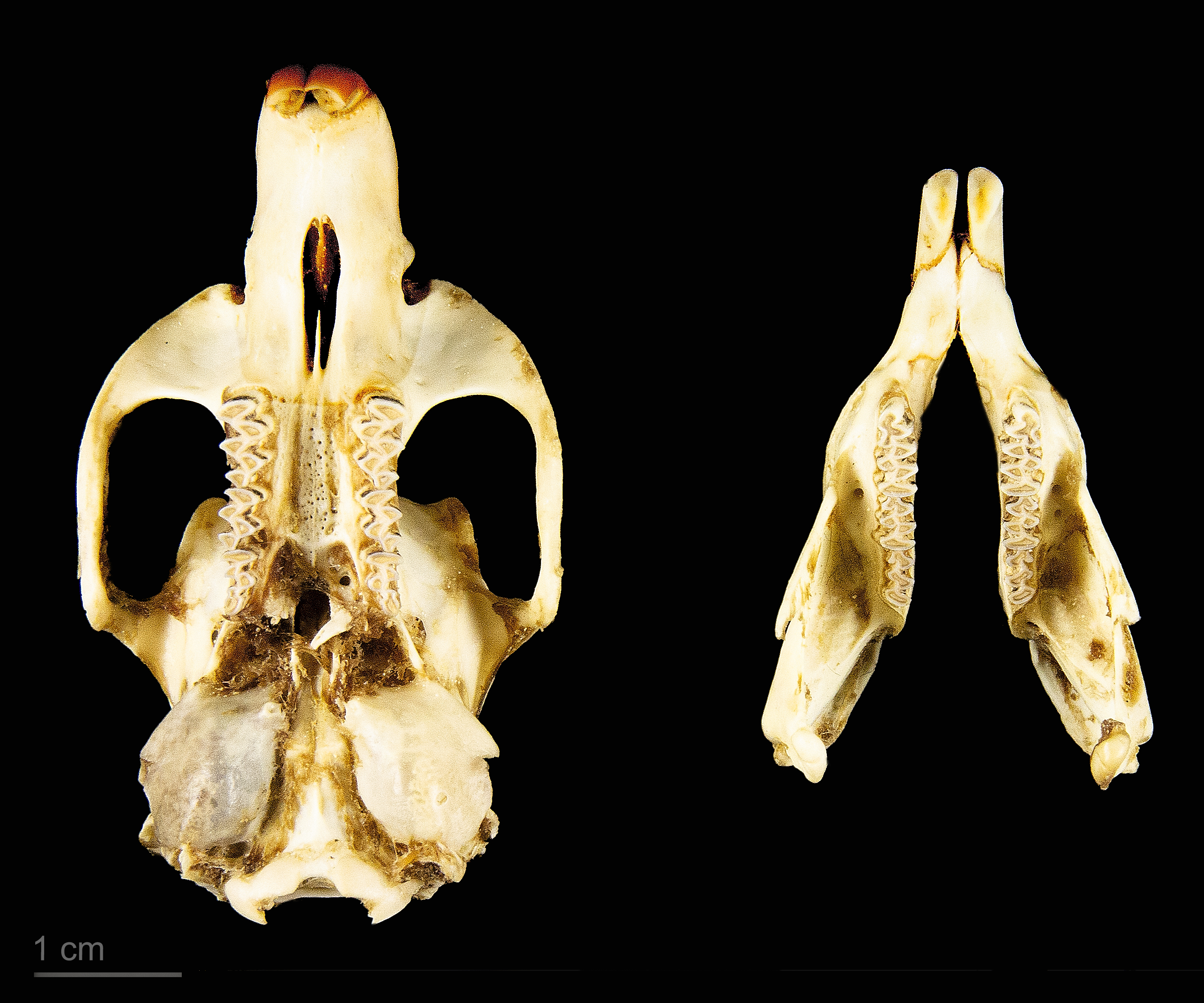
Arvicola sapidus

Karczownik zachodni (Arvicola sapidus) – gatunek gryzonia z rodziny chomikowatych, występujący w Europie Zachodniej.

## Klasyfikacja
Gatunek ten opisał naukowo w 1908 roku Gerrit Smith Miller. Miejsce typowe to Santo Domingo de Silos w prowincji Burgos w Hiszpanii. Był klasyfikowany jako podgatunek karczownika ziemnowodnego (Arvicola amphibius, syn. A. terrestris), jednak analizy filogenetyczne wskazują na jego odrębność. Dzieli się na dwa podgatunki: Arvicola sapidus sapidus i A. s. tenebricus.

## Występowanie
Karczownik zachodni występuje we Francji, Hiszpanii i Portugalii. Jest spotykany od poziomu morza do 2300 m n.p.m. w Pirenejach. Podgatunek nominatywny A. s. sapidus występuje w Portugalii i południowej Hiszpanii, A. s. tenebricus zamieszkuje Francję i północ Hiszpanii. Pierwszy podgatunek ma jaśniejsze, żółtawe ubarwienie, drugi jest ciemnobrązowy do rudobrązowego.

## Tryb życia
Gryzoń ten prowadzi ziemnowodny tryb życia i żyje tylko w słodkowodnych siedliskach. Preferuje niewielkie (<8 ha) jeziorka, stawy i wolno płynące cieki wodne z gęsto porośniętymi brzegami. Czasem jest spotykany w rowach melioracyjnych i na polach ryżowych. Wymaga obfitej roślinności wodnej i brzegów, w których może kopać nory. Żywi się roślinami wodnymi, trawami i ziołami, czasem chwyta też drobne zwierzęta (owady, ryby, kijanki i skorupiaki). Nory karczownika zachodniego mają zwykle dwa wejścia, jedno nad wodą i drugie pod nią. Zwierzę jest aktywne głównie za dnia, szczególnie późnym rankiem i wczesnym popołudniem. Nie hibernuje.
Rozmnaża się od marca do października, w ciągu roku samica rodzi 3–4 mioty po 2–8 młodych. Ciąża trwa 3 tygodnie. Gryzoń osiąga dojrzałość płciową mając 5 tygodni, może przeżyć od 2 do 4 lat. Karczowniki zachodnie żyją w małych grupach rodzinnych, w sprzyjających warunkach ich zagęszczenie może sięgnąć 5 osobników na stumetrowy odcinek brzegu rzeki. Nie stwierdzono, żeby gryzoń ten miał negatywny wpływ na ludzką działalność lub czynił szkody rolnicze.

## Populacja i zagrożenia
Liczebność karczownika zachodniego spada na większości zamieszkiwanych terenów. Zniknął ze środkowej Hiszpanii, gdzie dawniej był pospolity. We Francji pozostaje dość liczny tylko w departamencie Charente-Maritime, Bretanii i w Pirenejach. Mniej wiadomo o jego występowaniu w Portugalii, ale najprawdopodobniej, tak jak na innych obszarach, jest ograniczony do lokalnych subpopulacji w kilku częściach kraju.
Główną przyczyną zmniejszania się liczebności tego gatunku jest utrata i degradacja siedlisk, w wyniku ludzkiej działalności: osuszania terenów podmokłych, pogłębiania zbiorników, budowy kanałów i infrastruktury wodnej, intensywnego rolnictwa itd. Zagraża mu także konkurencja o pożywienie i nory ze strony introdukowanych nutrii i piżmaków, a także szczurów wędrownych, oraz drapieżnictwo ze strony obcych wizonów amerykańskich. Próby kontroli populacji gatunków inwazyjnych także mogą prowadzić do śmierci karczowników. Ludzie czasem zabijają karczowniki, omyłkowo biorąc je za szkodniki; ponadto w pewnych regionach Hiszpanii mięso karczownika jest uznawane za przysmak.
Międzynarodowa Unia Ochrony Przyrody uznaje karczownika zachodniego za gatunek narażony na wyginięcie. Zalecane są działania na rzecz ochrony jego siedlisk i objęcie go ochroną prawną, dalsze badania, rozmnażanie w niewoli i reintrodukcja na dawniej zamieszkane tereny, oraz wprowadzenie ograniczeń prawnych dotyczących obcych, inwazyjnych gatunków ssaków.